# Груя
Груя (рум. Gruia) — село у повіті Мехедінць в Румунії. Входить до складу комуни Груя.
Село розташоване на відстані 270 км на захід від Бухареста, 41 км на південь від Дробета-Турну-Северина, 88 км на захід від Крайови.

## Населення
За даними перепису населення 2002 року у селі проживали 1810 осіб.
Національний склад населення села:
| Національність | Кількість осіб | Відсоток |
| -------------- | -------------- | -------- |
| румуни         | 1227           | 67,8%    |
| цигани         | 582            | 32,2%    |

Рідною мовою назвали:
| Мова      | Кількість осіб | Відсоток |
| --------- | -------------- | -------- |
| румунська | 1282           | 70,8%    |
| циганська | 528            | 29,2%    |